# Ctenophthalmus orphilus
Ctenophthalmus orphilus är en loppart som beskrevs av Jordan et Rothschild 1923. Ctenophthalmus orphilus ingår i släktet Ctenophthalmus och familjen mullvadsloppor.

## Underarter
Arten delas in i följande underarter:
- C. o. orphilus
- C. o. dolomiticus